# Niflheim
Niflheim („Kraina Mgły”) – w mitologii nordyckiej królestwo lodu i zimna, a włada nim bogini Hel, córka Lokiego. Mieści się na północ od Ginnungagap. 
Znajduje się tam również kraina Helgardh i mieszka Rimtursir.
Tak oto mówiły kroniki o tej skutej lodem krainie:
Ponura ta otchłań posiada kilka nazw. Niflheim jest najstarszą z nich i oznacza Krainę Ciemności. Mówi się na nią też Gnip, czyli Jaskinia. Nazywa się ją również Hel (a zatem imieniem tamtejszej władczyni), Niflhel (Ciemności Hel) i Gniphellir (Jaskinia Hel). Stamtąd wyrasta jeden z korzeni Yggdrasilla, gdyż Drzewo to sięga aż do podziemnej krainy umarłych, Niflheimu. Dostają się tam duchy wszystkich, niemających szczęścia polec na polu bitwy, a przeto nie wywyższonych łaską ucztowania w pałacach Odyna i Freyi. Wejście do Gniphellir znajduje się pośród lodów dalekiej Północy, a zwie się je Bramą Trupów. Za nią płyną dwie cuchnące rzeki graniczne, Gjóll i Leipt, ale tylko na tej pierwszej wzniesiono most Gjallarbru, pilnowany przez olbrzymkę Modgud. Oprócz niej bram Helu strzegą wściekły pies Garm – jego ponure ujadanie obwieści początek Ragnaröku – oraz obrzydliwy, trójgłowy olbrzym Hrimgrimnir. Przy korzeniu Yggdrasilla burzy się woda w studni Hwergelmir (Kipiący Kocioł), do niej bowiem zlewa się rosa z całego Drzewa i z niej też wypływają wszystkie rzeki świata.
Na samym dnie Niflheimu toczy fale straszliwy strumień, a w nim pod prąd brodzą krzywoprzysięzcy i wilkołaki. Tam też niebezpieczny wilk rozrywa zwłoki ludzkie, a wąż Nidhogg pożera ciała umarłych i bez skutku podgryza korzeń Yggdrasilla. Na korzeniu tym siedzi Kogut Niflheimu – rudy jak ogień. W Niflheimie odnaleźć można dwa pałace. Pierwszy – nie wiadomo, do kogo należy, zaś wznosi się na Wybrzeżu Trupów. Wszystkie jego bramy wychodzą na północ, ściany są pobudowane z ciał węży, a przez dymnik wpadają do niego jad nienawiści i całe zło świata. Drugi pałac, Olund (Smutek), należy do królowej Niflheimu, wiecznie ponurej Hel, o twarzy zżartej trupim rozkładem. We wnętrzu tego dworu, na złotej podłodze stoi zastawiony stół Hungr (Głód), na nim zaś leży nóż Sultr (Łaknienie). W halli pałacowej, na łożu Kor (Letarg), za zasłonami Blikande Boli (Lśniące Złorzeczenia), spoczywa Hel, ubrana w suknię zwaną Mdłością. Tyle tylko wiadomo o Niflheimie, nie ma bowiem stamtąd ucieczki – powrót do krainy żywych nie udał się nawet świetlanemu Baldurowi, więc też wieści o Helu są skąpe.
Według podań do Niflheimu udają się dusze tych, którzy umarli w łóżku – w przeciwieństwie do wojowników poległych w bitwach, których Walkirie zabierały do Walhalli.

## Kultura popularna
- wydarzenia gry Final Fantasy VII toczą się w świecie, w którym leżą miasta Midgar i Nibelheim, nazwy miast ewidentnie nawiązują do Niflheimu oraz Midgardu. Mitologia nordycka występuje również w grze Ragnarok oraz Age of Mythology stworzonej przez Ensemble Studios. Występuje też w grze Tomb Raider: Underworld, w której Lara Croft musi dostać się do Helheimu i zapobiec Ragnarokowi.
- w 2004 powstał kanadyjski zespół blackmetalowy Niflheim, od 2006 roku znany pod nazwą Gris[1]
- w grze God Of War główny bohater może opcjonalnie udać się do tej krainy.